# Michael Schär
Michael Schär (Geuensee, 29 de mayo de 1986) es un ciclista suizo que fue profesional entre 2006 y 2023. Desde 2024 es director deportivo del Lidl-Trek.
Debutó como profesional el año 2006 con el equipo Phonak. En 2007 fichó por el equipo UCI ProTeam del Astana.
Su padre, Ronald Schär, también fue ciclista profesional.

## Palmarés
2013
- Campeonato de Suiza en Ruta

2014
- 1 etapa del Tour de Utah

2018
- 3.º en el Campeonato de Suiza en Ruta

## Resultados en Grandes Vueltas y Campeonatos del Mundo
| Carrera              | Carrera              | 2006 | 2007 | 2008 | 2009  | 2010 | 2011  | 2012 | 2013 | 2014 | 2015 | 2016 | 2017 | 2018 | 2019 | 2020 | 2021 | 2022 | 2023 |
| -------------------- | -------------------- | ---- | ---- | ---- | ----- | ---- | ----- | ---- | ---- | ---- | ---- | ---- | ---- | ---- | ---- | ---- | ---- | ---- | ---- |
|                      | Giro de Italia       | —    | —    | —    | —     | 99.º | —     | —    | —    | —    | —    | —    | —    | —    | —    | —    | —    | —    | —    |
|                      | Tour de Francia      | —    | —    | —    | —     | —    | 103.º | 49.º | Ab.  | 43.º | 56.º | 76.º | 72.º | 90.º | 70.º | 69.º | 58.º | —    | —    |
|                      | Vuelta a España      | —    | —    | —    | 110.º | —    | —     | —    | —    | —    | —    | —    | —    | —    | —    | —    | —    | —    | —    |
| Mundial en Ruta      | Mundial en Ruta      | —    | —    | —    | —     | —    | —     | 50.º | Ab.  | —    | —    | 36.º | 41.º | Ab.  | Ab.  | Ab.  | Ab.  | —    | —    |
| Mundial Contrarreloj | Mundial Contrarreloj | 45.º | 45.º | —    | —     | —    | —     | —    | —    | —    | —    | —    | —    | —    | —    | —    | —    | —    | —    |

—: no participa
Ab.: abandono

## Equipos
- Phonak Hearing Systems (2006)[2]
- Astana (2007-2009)
- BMC/CCC (2010-2020)
  - BMC Racing Team (2010-2018)
  - CCC Team (2019-2020)
- AG2R Citroën Team[3] (2021-2023)